# Klimaat van de Filipijnen

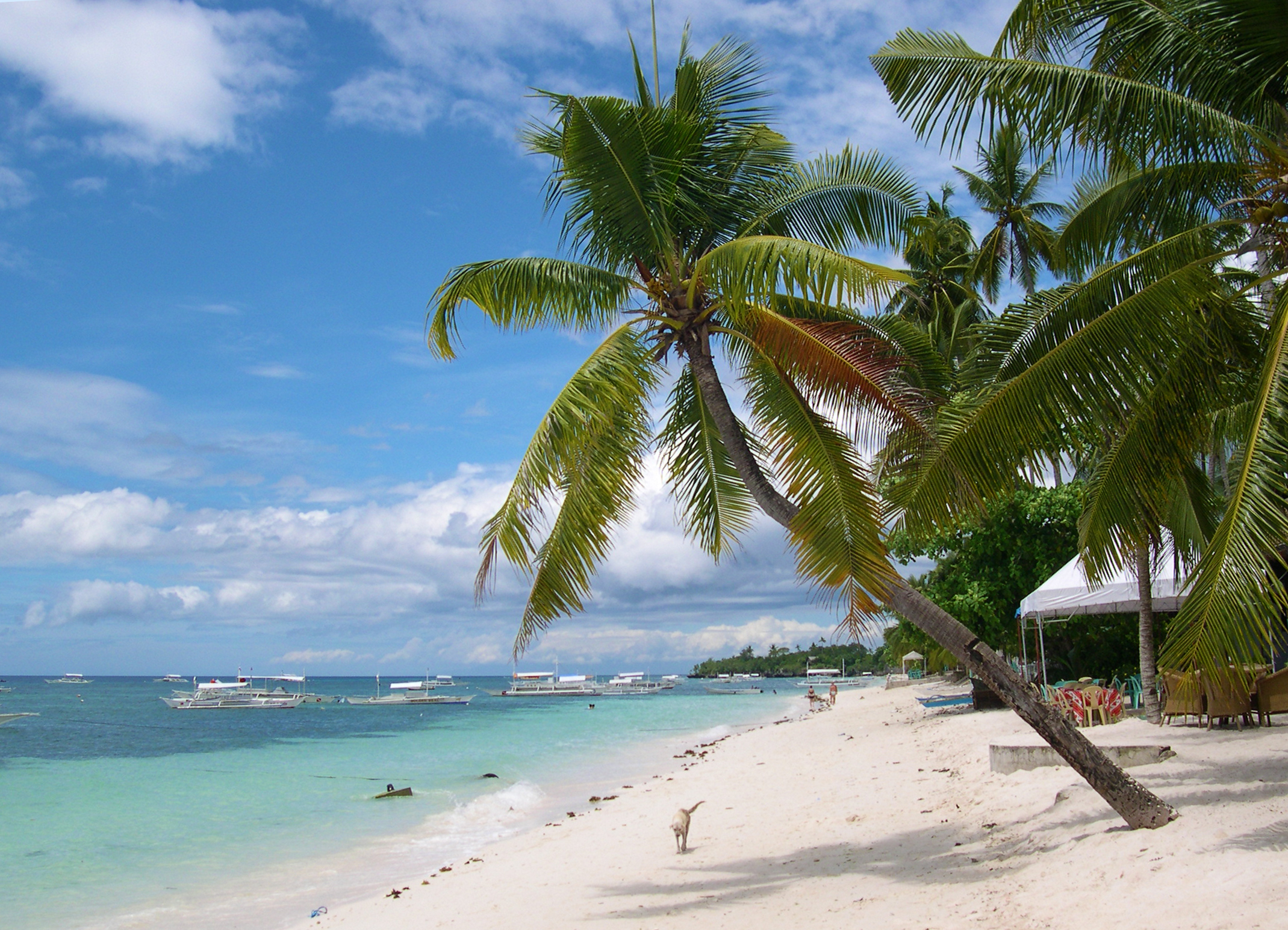
Een karakteristiek tropisch strand in de Filipijnen

Het klimaat van de Filipijnen is een tropisch klimaat en wordt gekarakteriseerd door hoge temperaturen, een hoge luchtvochtigheid en overvloedige regenval. Van maart tot en met mei is het in veel delen van de Filipijnen erg warm. Daarna valt van mei tot oktober in grote delen van het land veel regen als gevolg van de moesson. Van december tot en met februari is het op veel plekken juist droger en koeler. De gemiddelde temperatuur in de Filipijnen is zo'n 27 graden Celsius. De temperatuur, maar vooral de gemiddelde hoeveelheid neerslag is echter erg afhankelijk van de locatie. De gemiddelde jaarlijkse neerslag varieert van 1000 millimeter tot 5000 millimeter.
Per jaar worden de Filipijnen door gemiddeld zo'n negen tyfoons getroffen. De gevolgen van dergelijke tyfoons zijn vaak groot, als gevolg van de enorme windsnelheden en regenval in korte tijd.

## Luchtvochtigheid
De Filipijnen hebben als gevolg van de hoge temperatuur in combinatie met het vele water een relatief hoge luchtvochtigheid. De gemiddelde luchtvochtigheid in de Filipijnen varieert van 71% in maart tot 85% in september. Landinwaarts is de gemiddelde luchtvochtigheid vanwege de grotere afstand tot de zee groter dan aan de kust. Door de hoge luchtvochtigheid ligt de gevoelstemperatuur op de Filipijnen hoger dan de daadwerkelijke temperatuur.

## Temperatuur
De gemiddelde temperatuur op de Filipijnen bedraagt zo'n 27 graden Celsius. Uitzondering hierbij zijn hogergelegen gebieden, zoals Baguio, waar de hoogte zorgt voor een gemiddeld lagere temperatuur. De temperatuur varieert niet veel gedurende het jaar vanwege de ligging in zee. De warmste maanden zijn de maanden april en mei. De koelste maand is de maand januari. De variatie van de gemiddelde temperatuur per maand verschilt afhankelijk van de noorderbreedte. In het zuidelijk gelegen Zamboanga varieert de gemiddelde maandelijkse temperatuur slechts zo'n 0,6 graad, terwijl dat in het noordelijk gelegen Basco, zo'n 6 graden is. Het zeewater is aan de kust gemiddeld zo'n 27 tot 28 graden Celsius. In de warmste maanden loopt de temperatuur van het water op tot 29 graden.
| Gemiddelde temperatuur (°C) | jan | feb | mar | apr | mei | jun | jul | aug | sep | okt | nov | dec | jaar |
| --------------------------- | --- | --- | --- | --- | --- | --- | --- | --- | --- | --- | --- | --- | ---- |
| Basco                       | 21  | 22  | 24  | 24  | 28  | 28  | 28  | 28  | 27  | 25  | 27  | 23  | 25   |
| Baguio                      | 17  | 17  | 19  | 20  | 20  | 19  | 18  | 18  | 18  | 18  | 19  | 18  | 19   |
| Cebu                        | 27  | 27  | 27  | 28  | 29  | 28  | 28  | 28  | 28  | 28  | 28  | 28  | 27   |
| Davao                       | 27  | 27  | 27  | 28  | 28  | 27  | 27  | 27  | 27  | 27  | 27  | 27  | 27   |
| Manilla                     | 26  | 26  | 27  | 29  | 29  | 28  | 27  | 27  | 27  | 27  | 27  | 26  | 27   |
| Puerto Princesa             | 27  | 27  | 27  | 28  | 28  | 27  | 27  | 27  | 27  | 27  | 27  | 27  | 27   |
| Zamboanga                   | 27  | 27  | 28  | 28  | 28  | 28  | 27  | 28  | 27  | 27  | 27  | 27  | 28   |
| bron: Weatherbase           |     |     |     |     |     |     |     |     |     |     |     |     |      |

## Regenval

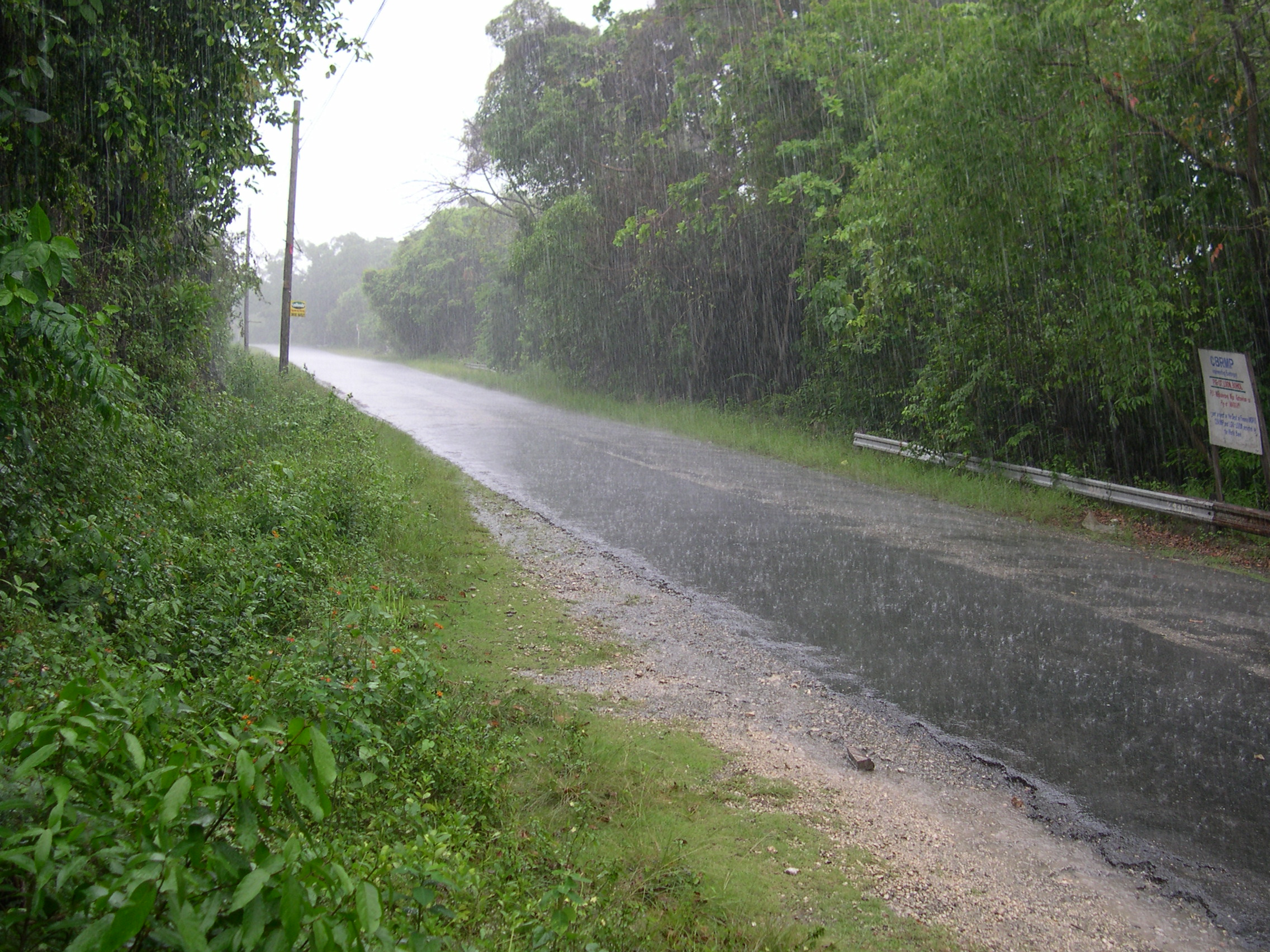
Een tropische regenbui op Bohol

### Verdeling van de regen
De verdeling van de regenval op de Filipijnen is in te delen in volgende vier typen:
- Type I: Twee duidelijk te onderscheiden seizoenen. Een droog seizoen van november tot en met april en een nat seizoen gedurende de rest van het jaar;
- Type II: Geen duidelijk te onderscheiden droog seizoen en een duidelijk te onderscheiden natte periode van november tot en met januari.
- Type III: Geen duidelijk te onderscheiden seizoenen. Het is relatief droog van november tot en met april en relatief nat de rest van het jaar.
- Type IV: De regenval is gelijkmatig verdeeld over het jaar.

#### Luzon
De westelijke helft van de hoofdmoot van het eiland Luzon is qua regenval in te delen in type I. Het uiterste noorden van Luzon en oostelijke deel van Bicolschiereiland zijn in te delen in type II. Het midden van Noord-Luzon en de zuidelijke delen van het Bicolschiereiland in type III en het oosten van Noord-Luzon en het midden van Bicolschiereiland zijn in te delen in type IV.

#### Visayas
Het zuiden van Panay, het zuidwesten van Negros en de westelijke helft en het noorden van Palawan hebben een verdeling van regenval volgens type I. Het noorden en oosten van Samar en het zuidoosten van Leyte zijn in te delen in type II. Noord-Panay, Centraal en Zuid-Cebu, Romblon en Negros met uitzondering van het zuidwesten zijn in te delen in type III. Het westen van Samar, het westen van Leyte, Bohol, het noorden van Cebu en Siquijor hebben een regelmatig over het jaar verdeelde regenval en zijn dus in te delen in type IV.

#### Mindanao
Het noordoosten van Mindanao en Misamis Occidental zijn in te delen in type II, Centraal-Mindanao, het westelijke deel van het Zamboanga-schiereiland en Basilan in type III en de rest van Mindanao alsmede de Sulu-eilanden in type IV.

### Hoeveelheid regen
De gemiddelde jaarlijkse regenval in de Filipijnen varieert van 965 tot 4064 millimeter. Baguio, het oostelijk deel van Samar en oostelijk deel van Surigao krijgt de grootste hoeveelheid te verwerken. Het zuiden van Cotabato de minste.
| Regenval in cm    | jan | feb | mar | apr | mei | jun | jul | aug | sep | okt | nov | dec | jaar |
| ----------------- | --- | --- | --- | --- | --- | --- | --- | --- | --- | --- | --- | --- | ---- |
| Basco             | 20  | 15  | 12  | 9   | 12  | 30  | 26  | 41  | 37  | 29  | 29  | 28  | 292  |
| Baguio            | 2   | 2   | 4   | 10  | 40  | 43  | 107 | 116 | 71  | 38  | 12  | 5   | 454  |
| Cebu              | 11  | 7   | 2   | 3   | 77  | 17  | 18  | 11  | 16  | 20  | 11  | 11  | 154  |
| Manilla           | 2   | 1   | 1   | 3   | 12  | 26  | 40  | 36  | 34  | 19  | 13  | 6   | 197  |
| Zamboanga         | 4   | 5   | 4   | 5   | 9   | 12  | 13  | 12  | 13  | 16  | 11  | 8   | 119  |
| bron: Weatherbase |     |     |     |     |     |     |     |     |     |     |     |     |      |

## Wind

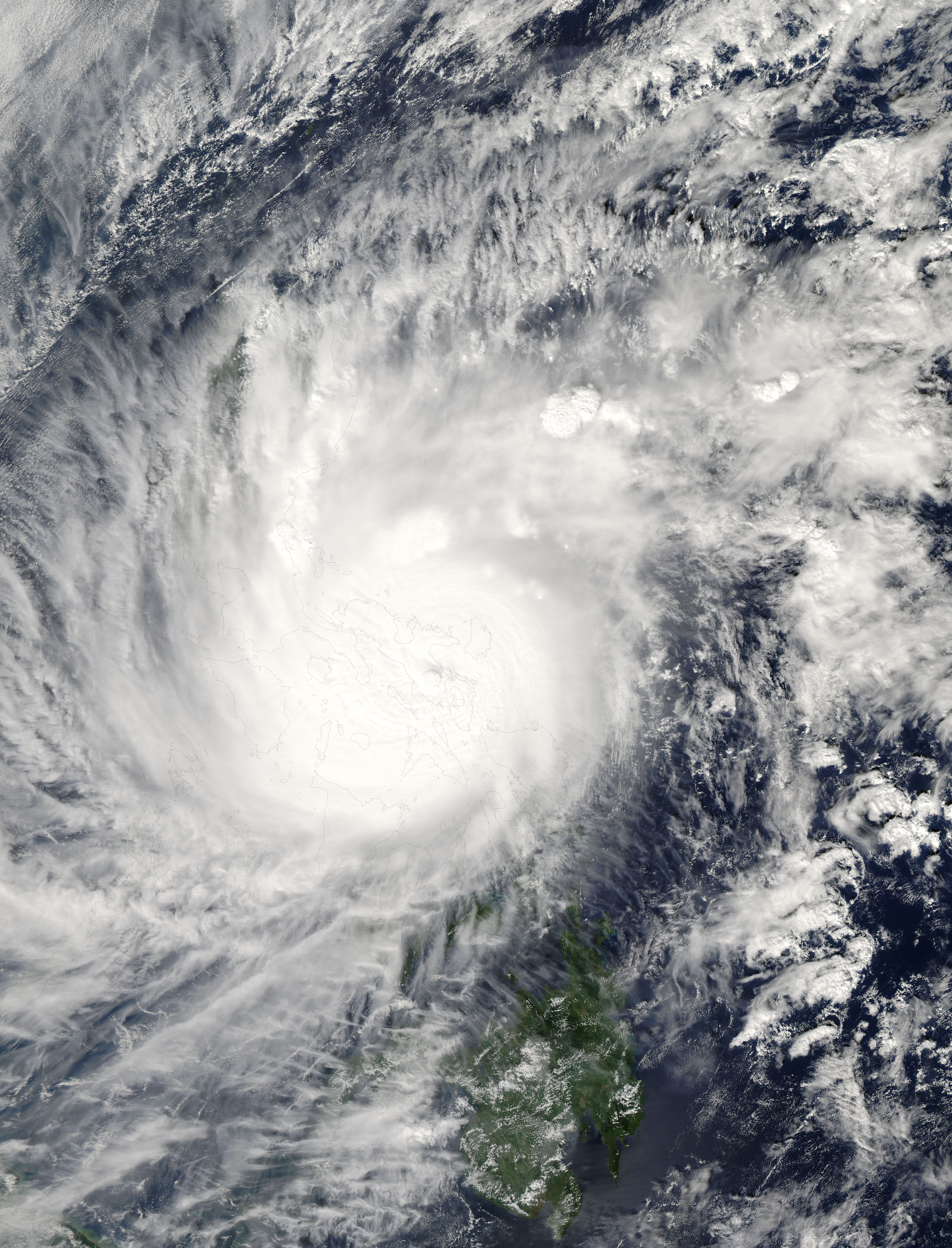
tyfoon Durian recht boven de Filipijnen (30 nov 2006)

Een tyfoon is een veelvoorkomend natuurverschijnsel op de Filipijnen. Per jaar passeren zo'n 20 tyfoons het gebied waarin de Filipijnen liggen. Gemiddeld trekken jaarlijks zo'n negen daarvan recht over Filipijns grondgebied. Dergelijke tyfoons zorgen voor enorme windsnelheden en gaan gepaard met grote hoeveelheden regen in korte tijd. De gevolgen zijn, zeker als een tyfoon rechtstreeks over het land trekt enorm. De tyfoons hebben hun oorsprong in het gebied tussen de Marianen en de Carolinen, die op dezelfde breedtegraad liggen als Mindanao. Ze volgen een noordwestelijke koers, waarbij enkele delen van de Visayas, of Luzon rechtstreeks raken. Mindanao, Palawan en het zuiden van de Visayas worden zelden getroffen. Andere tyfoons trekken ten noordoosten van de Filipijnen richting het vasteland van Azië. Een van de taken van het nationale instituut voor weer en klimaat in de Filipijnen, PAGASA, is om de tyfoons die het Filipijnse beheersgebied (Philippine Area of Responsibility) doorkruisen, te monitoren en waarschuwingen uit te geven naar de bevolking.